# Vallée du Tronto
Pour les articles homonymes, voir Tronto (homonymie).
La vallée du Tronto est le vaste bassin versant du fleuve homonyme. Elle s'étend principalement, dans la région italienne des Marches, sur la majeure partie des communes de la province d'Ascoli Piceno. Elle affleure la province de Rieti dans le Latium, la partie septentrionale de la province de Teramo et quelques communes de la province de L'Aquila dans les Abruzzes.
La haute vallée située dans l'Apennin central est au cœur de la zone des séismes survenus à partir du 24 août 2016 en Italie centrale.

## Géographie
La vallée du Tronto s'étend sur 1 192 km2 entre les monts de la Laga dans l'Apennin central, où le fleuve prend sa source à environ 1 900 m, et la mer Adriatique où il se jette, après un cours de 97,5 km, entre Martinsicuro et Porto d'Ascoli (it). Elle est fermée au nord par le groupe des monts Sibyllins culminant au monte Vettore (2 476 m) et par la cime pré-apennienne (it) du mont de l'Ascension (it) (1 103 m), à l'ouest par les sommets culminant au mont Pizzuto (it) (1 904 m), et au sud par les sommets jumeaux de la montagne des Fleurs (it) (1 814 m) et de la montagne de Campli (1 720 m).

## Hydrologie
Dans sa progression vers l'embouchure, le Tronto reçoit l'apport de ses affluents principaux, les torrents Fiobbo, Lama, Chifente, Marino, Bretta, Chiaro, Fluvione, Scandarello, et en particulier du torrent Castellano (it) qui conflue avec le Tronto près d'Ascoli Piceno. L'aquifère carbonatique des monts Sibyllins et l'aquifère de la plaine alluviale constituent les deux ressources hydriques souterraines de la vallée.

## Écosystème
Le haut bassin, caractérisé par une dense végétation riparienne, par les sources sulfureuses et par les carrières de travertin d'Acquasanta Terme, s'ouvre à hauteur du chef-lieu sur la vaste plaine extrêmement industrialisée du cours moyen et inférieur du fleuve. Le territoire accueille deux parcs nationaux, celui du Gran Sasso et des monts de la Laga et celui des monts Sibyllins. Les communes du versant des Marches sont regroupées dans la communauté de montagne du Tronto (it). Près de l'estuaire se trouve l'aire naturelle protégée de la Sentina (it).

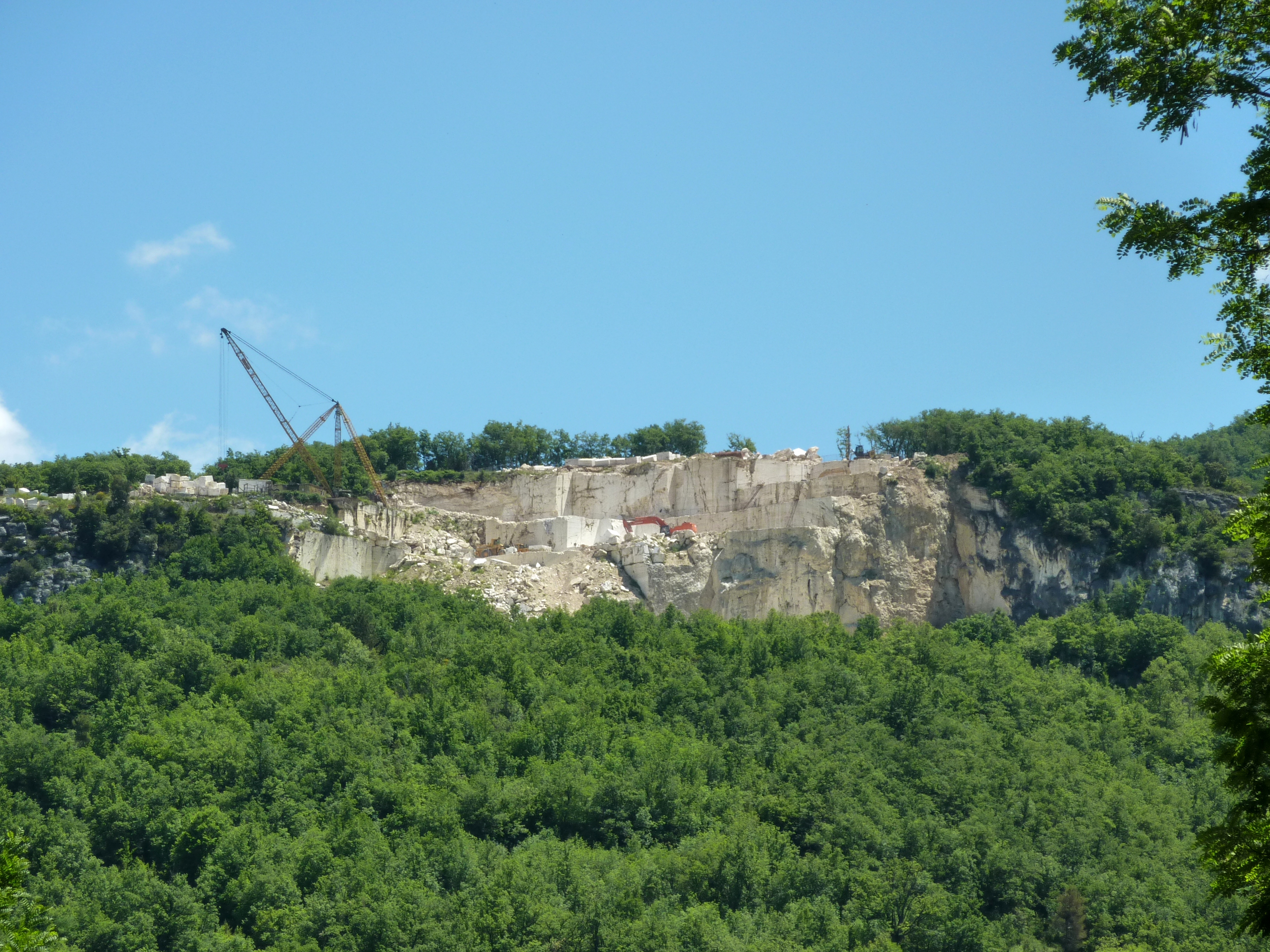
Carrière de travertin d'Acquasanta Terme
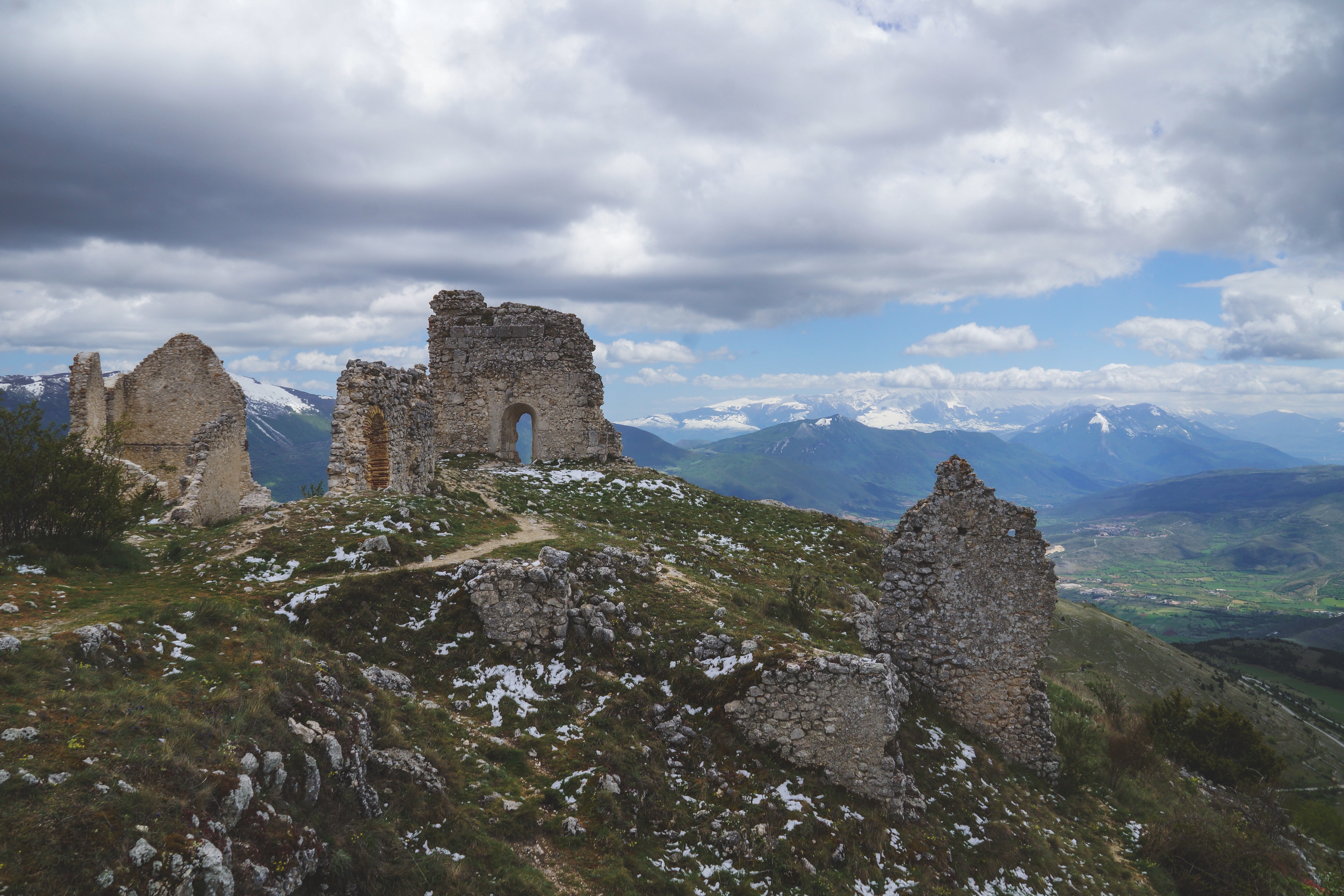
Parc national du Gran Sasso et des monts de la Laga
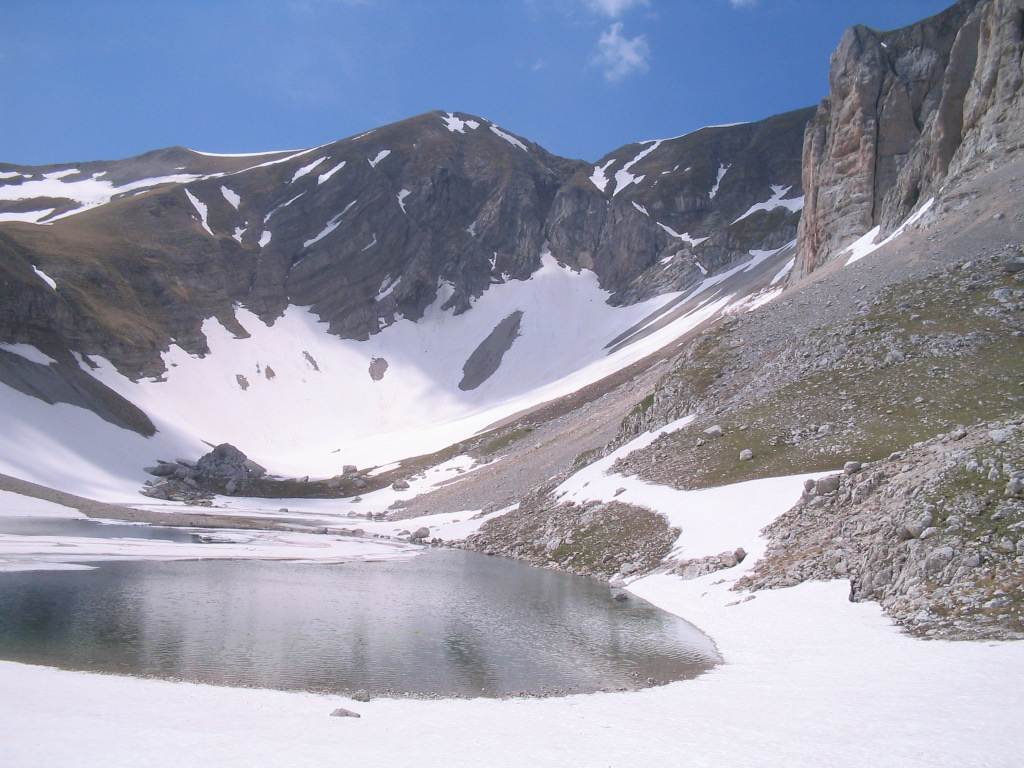
Parc national des Monts Sibyllins
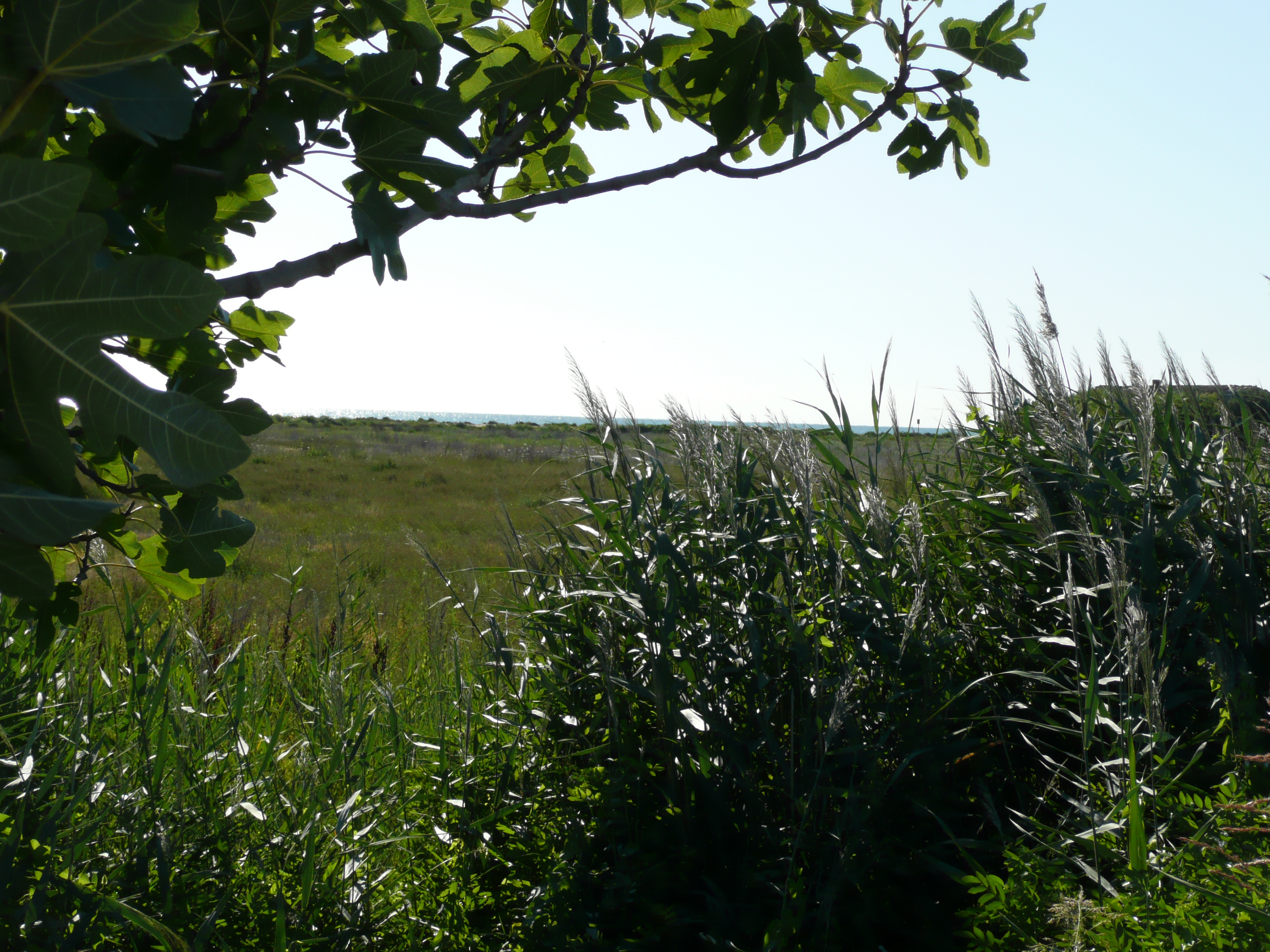
Réserve naturelle régionale de la Sentina (it)

## Communes

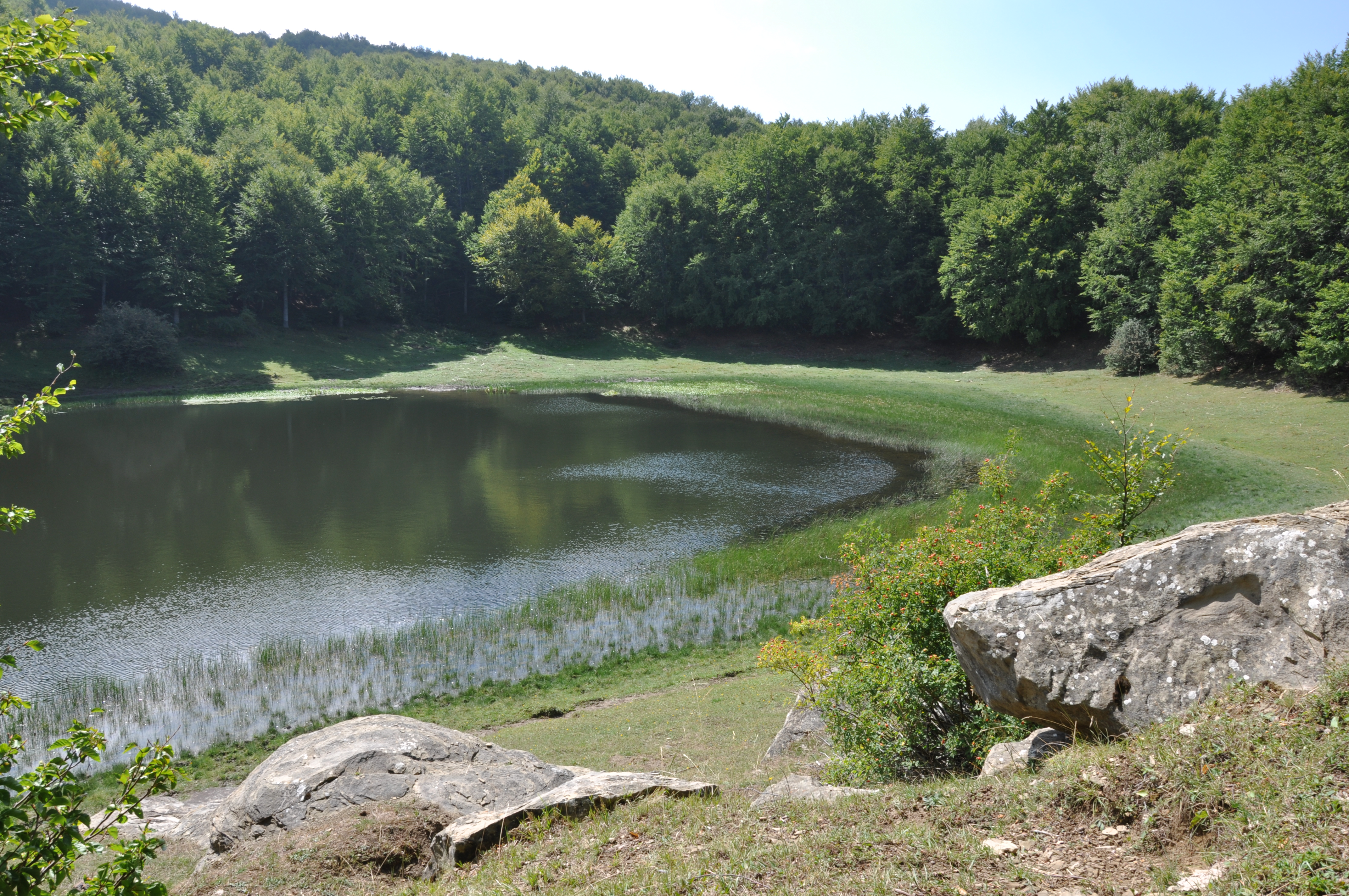
Le Lago Secco à Accumoli.

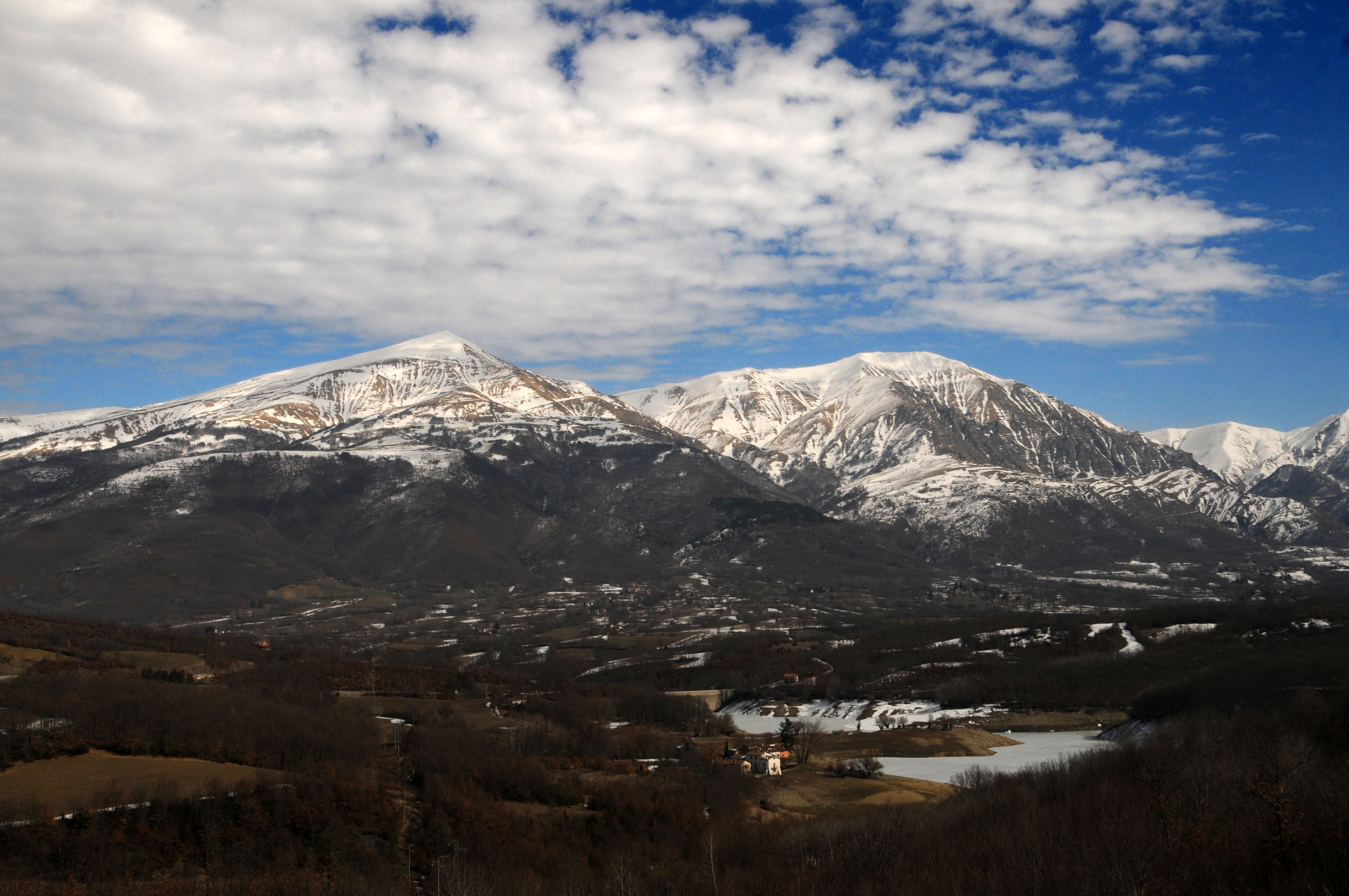
Panorama de la cuvette d'Amatrice vue du.

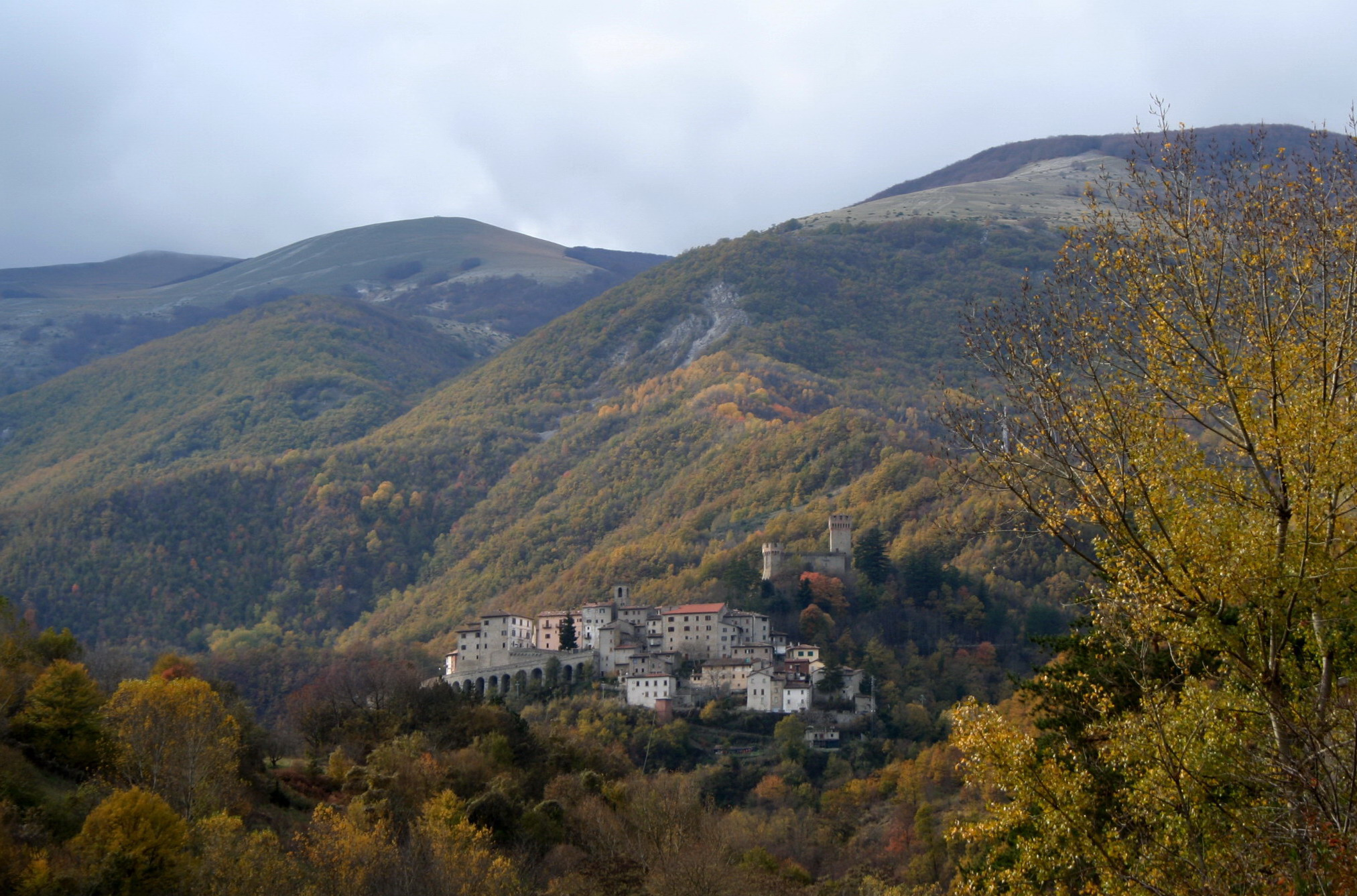
Panorama d'Arquata del Tronto.

Le bassin de la vallée du Trento est principalement constitué par le territoire des communes des provinces d'Ascoli Piceno (AP) dans la région des Marches, notamment la totalité du territoire des communes d'Acquasanta Terme, Appignano del Tronto, Castel di Lama, Colli del Tronto, Monsampolo, Monteprandone, Ripatransone, Spinetoli et Venarotta, et partiellement des communes de la province de Rieti (RI) dans le Latium, de la partie septentrionale de la province de Teramo (TE) et de quelques communes de la province de L'Aquila (AQ) dans les Abruzzes.

### Haute vallée du Tronto
- Accumoli (RI)
- Acquasanta Terme (AP)
- Amatrice (RI)
- Arquata del Tronto (AP)
- Ascoli Piceno
- Montegallo (AP)
- Palmiano (AP)
- Roccafluvione (AP)
- Valle Castellana (TE)
- Venarotta (AP)

### Moyenne et basse vallée du Tronto
- Acquaviva Picena (AP)
- Ancarano (TE)
- Appignano del Tronto (AP)
- Ascoli Piceno
- Castignano (AP)
- Castel di Lama (AP)
- Castorano (AP)
- Civitella del Tronto (TE)
- Colli del Tronto (AP)
- Colonnella (TE)
- Controguerra (TE)
- Folignano (AP)
- Maltignano (AP)
- Martinsicuro (TE)
- Monsampolo del Tronto (AP)
- Monteprandone (AP)
- Offida (AP)
- San Benedetto del Tronto (AP)
- Sant'Egidio alla Vibrata (TE)
- Spinetoli (AP)

### Autres communes
Sont également comprises dans la vallée du Tronto des parties proportionnellement moins étendues (et généralement non incluses dans le chef-lieu) des communes de Comunanza, Force, Ripatransone, Rotella (AP), Campotosto, Capitignano, Montereale (AQ), Rocca Santa Maria (TE).

## Voies de communication
La vallée du Tronto est entièrement traversée par l'importante route nationale 4 qui suit le tracé de la Via Salaria. Elle est reliée, à hauteur de la Porta Cartara près du contre historique d'Ascoli Piceno, au raccordement autoroutier RA11 (it) (« superstrada Ascoli-Mare ») qui conduit à l'autoroute A14 près de Centobuchi (it) et par la route nationale 16 Adriatique à Porto d'Ascoli (it). Elle est également desservie par la ligne ferroviaire Ascoli Piceno-San Benedetto del Tronto (it).

## Lieux d'intérêt culturel

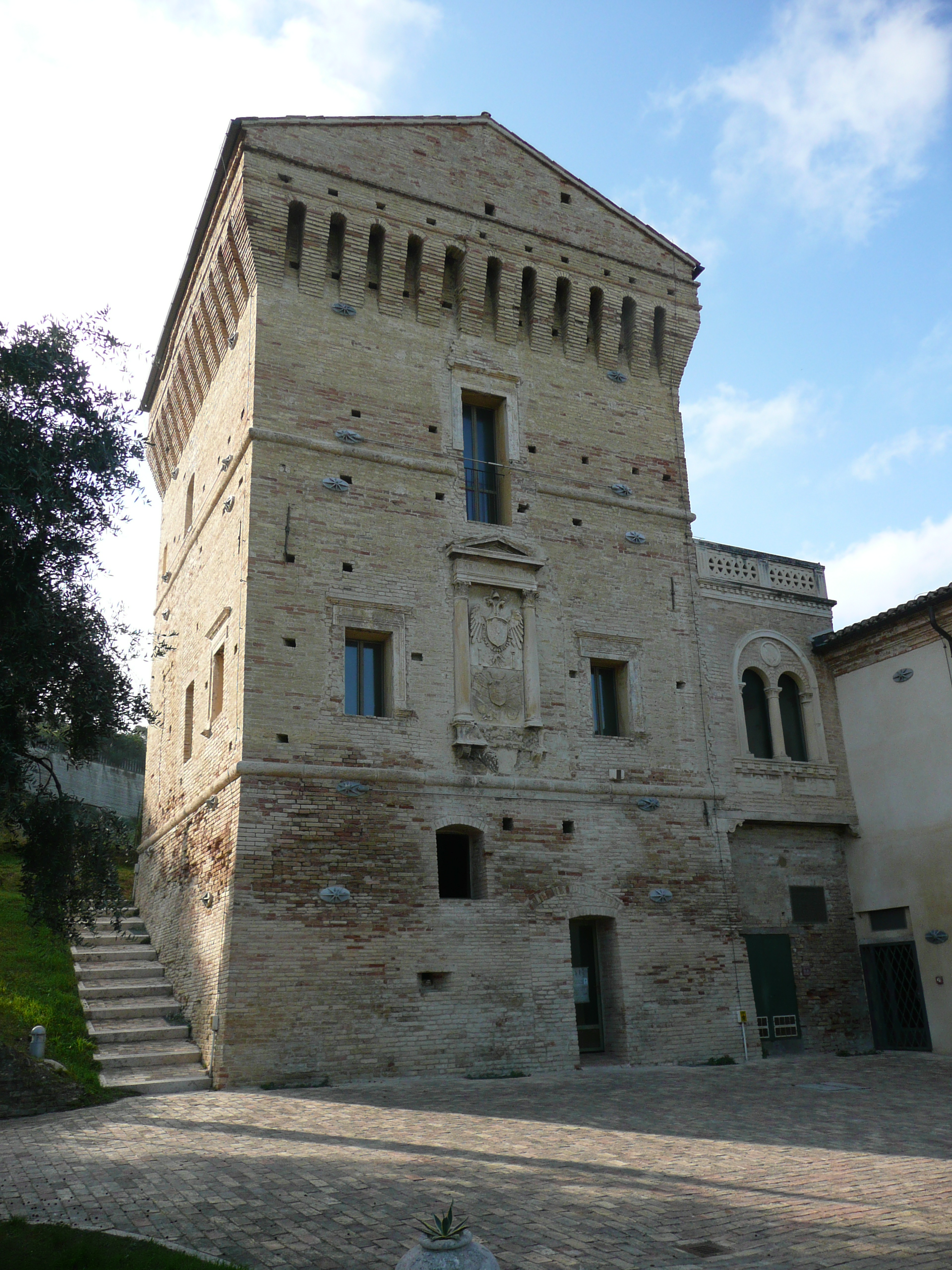
Tour de Charles Quint à Martinsicuro.

| Abruzzes - Château néo-gothique Bonifaci (Valle Castellana) - Tour de Charles Quint (it) (Martinsicuro) Latium - Bourg médiéval d'Accumoli - Bourg médiéval d'Amatrice - Église Sant'Agostino (Amatrice) - Sanctuaire de la Madonna delle Grazie (it) (Varoni) - Sanctuaire de l'Icône Passatora (it) (Ferrazza) | Marches - Bourg médiéval d'Arquata del Tronto - Forteresse d'Arquata del Tronto - Château de Luco (Acquasanta Terme) - Palais Longobardo (it) (Ascoli Piceno) - Église San Francesco (it) (Ascoli Piceno) - Cathédrale d'Ascoli Piceno - Baptistère San Giovanni Battista (Ascoli Piceno) (it) - Palais Bonaparte (Ascoli Piceno) (it) - Ermitage San Marco (it) (Piagge (it)) - Église Santa Maria della Rocca (it) (Offida) - Forteresse d'Acquaviva Picena (Acquaviva Picena) |

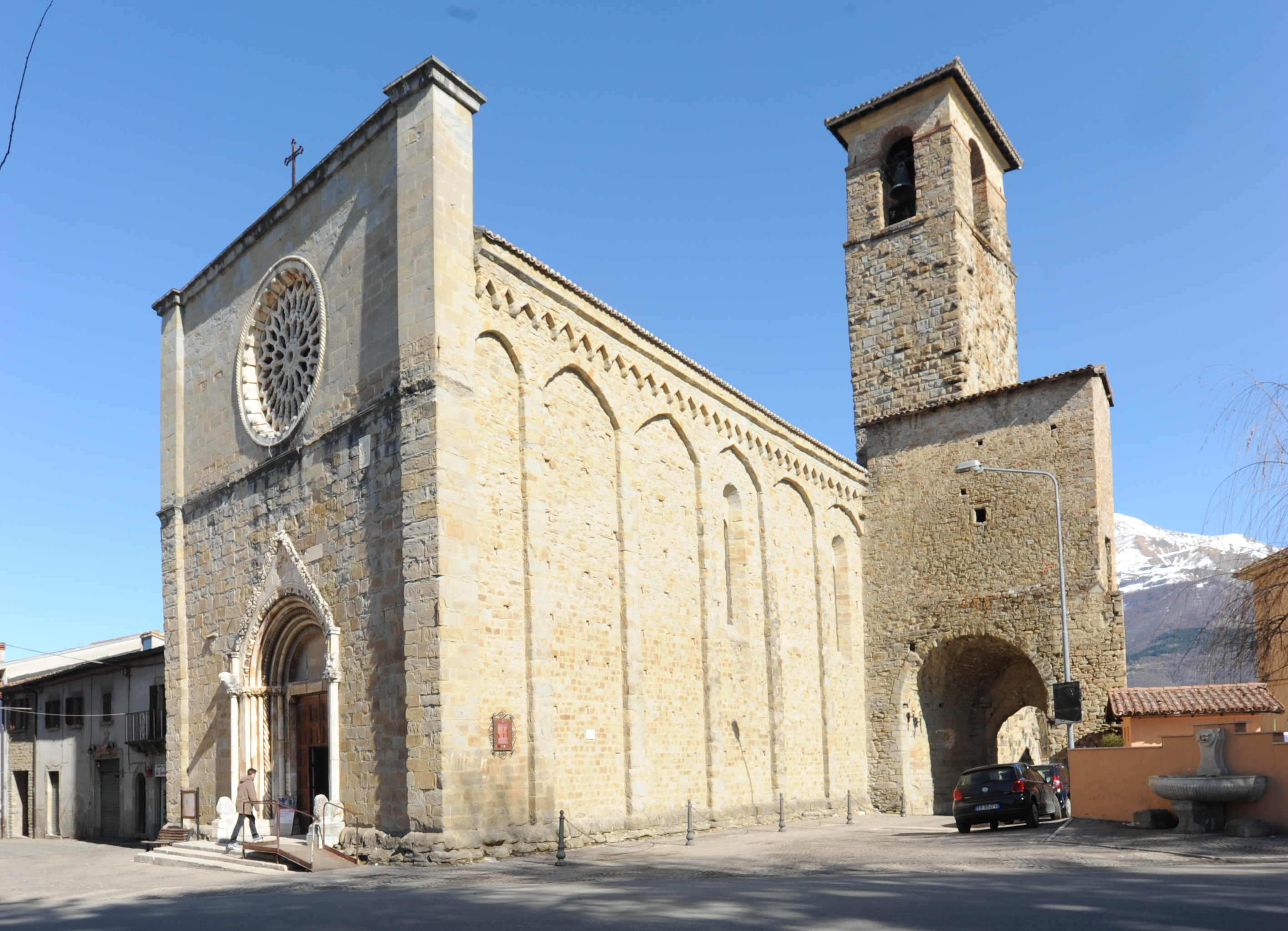
Église Sant'Agostino (Amatrice)
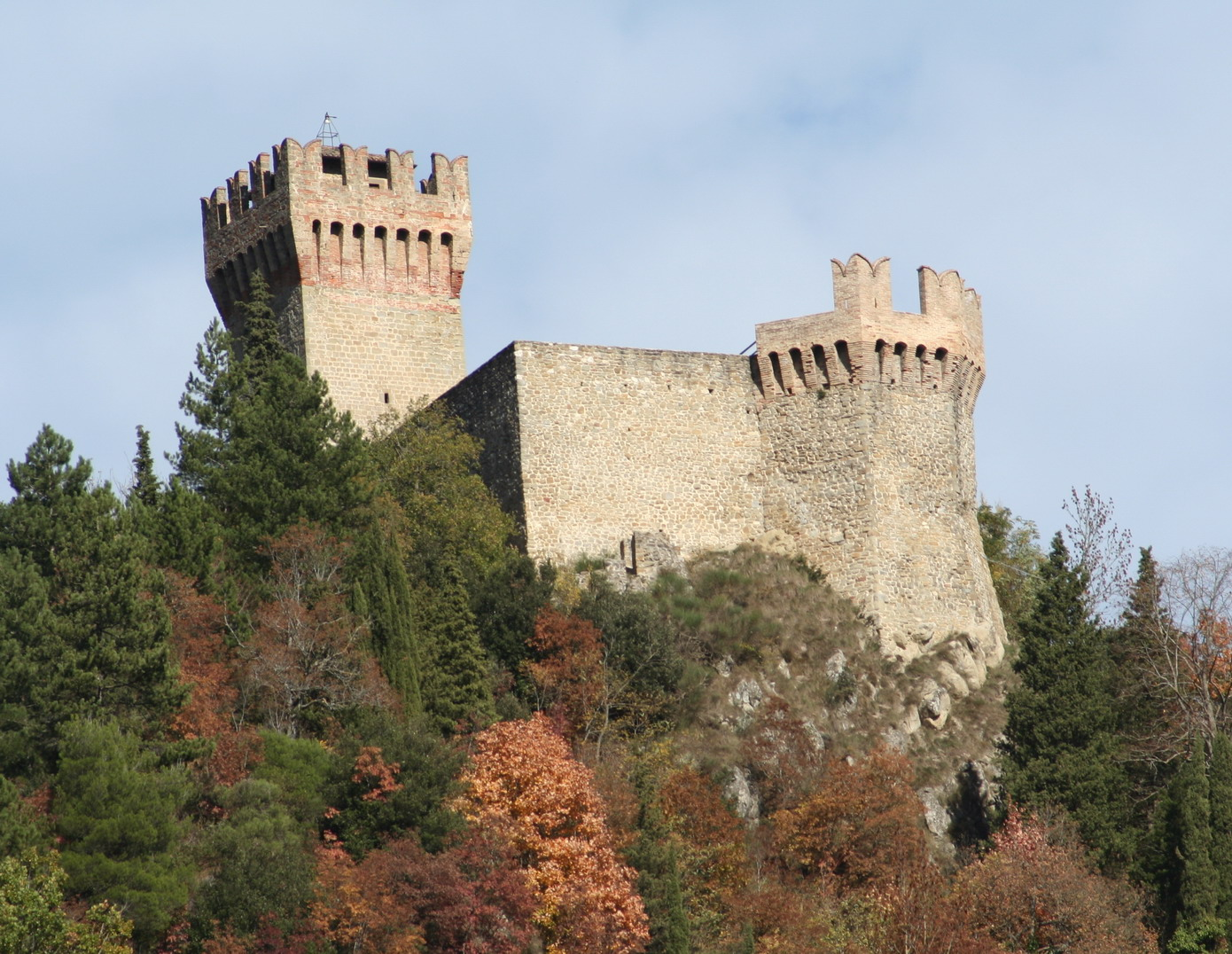
Forteresse d'Arquata del Tronto
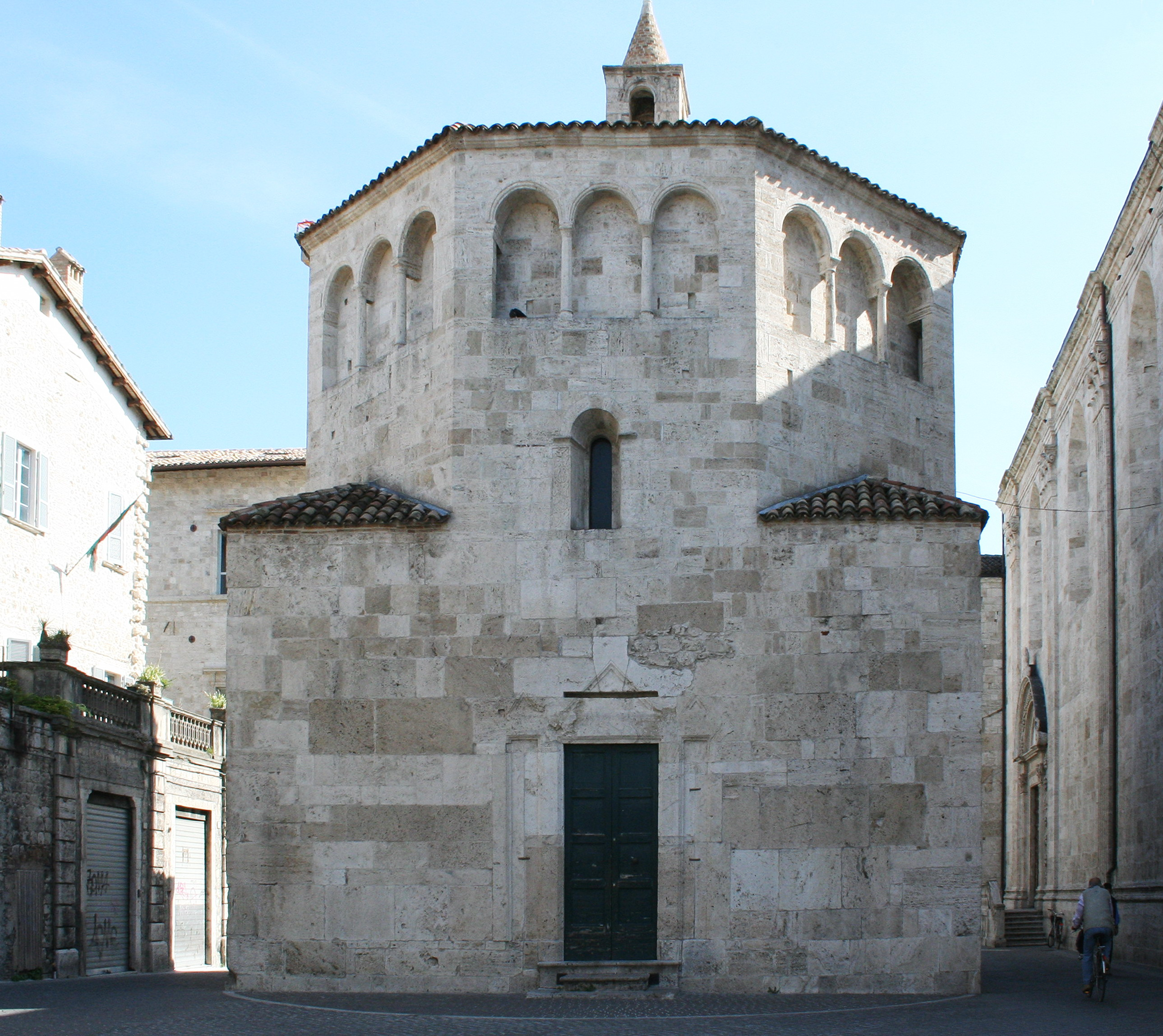
Baptistère San Giovanni Battista (Ascoli Piceno) (it)
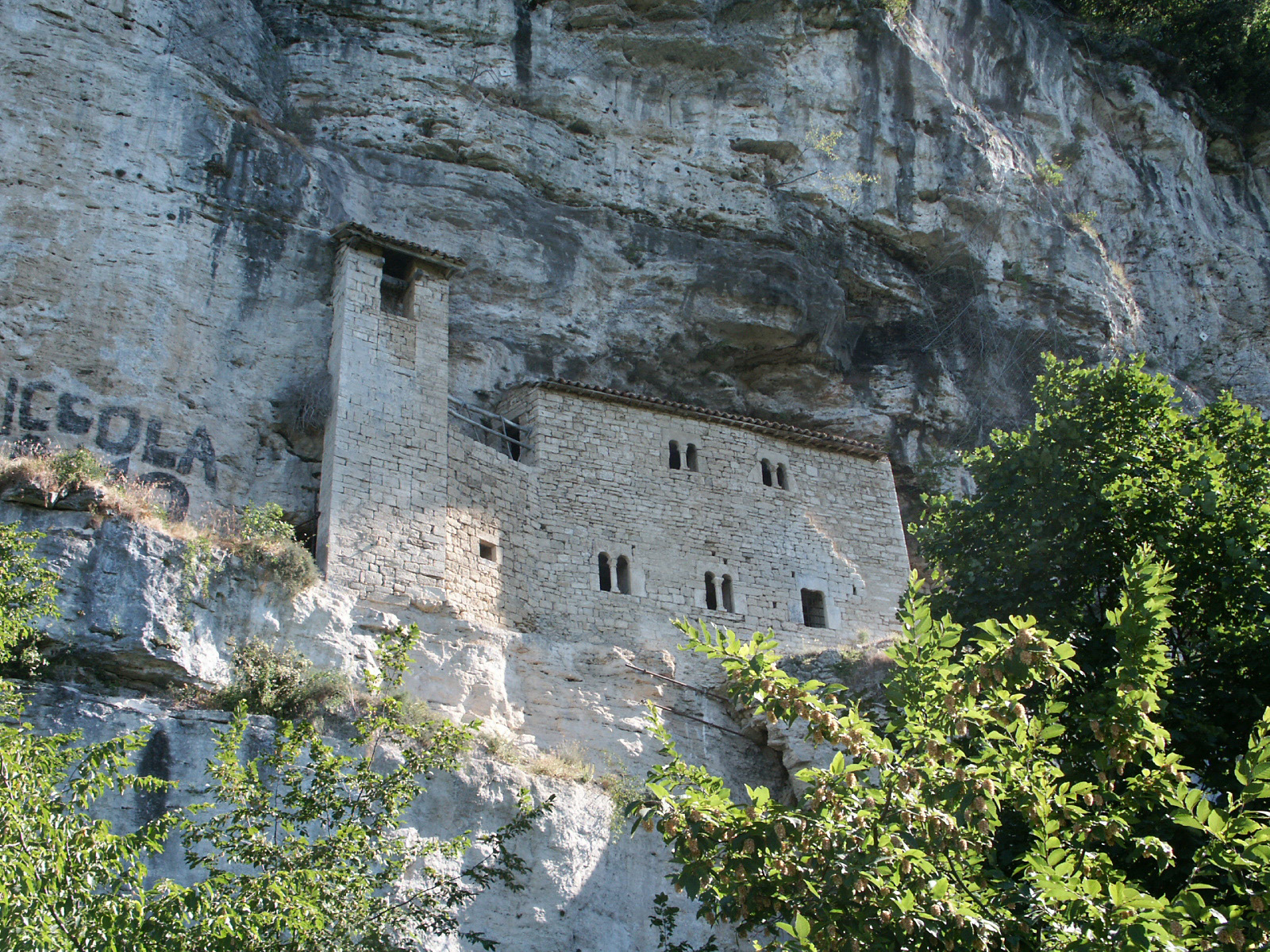
Ermitage San Marco (it) à Piagge (it)
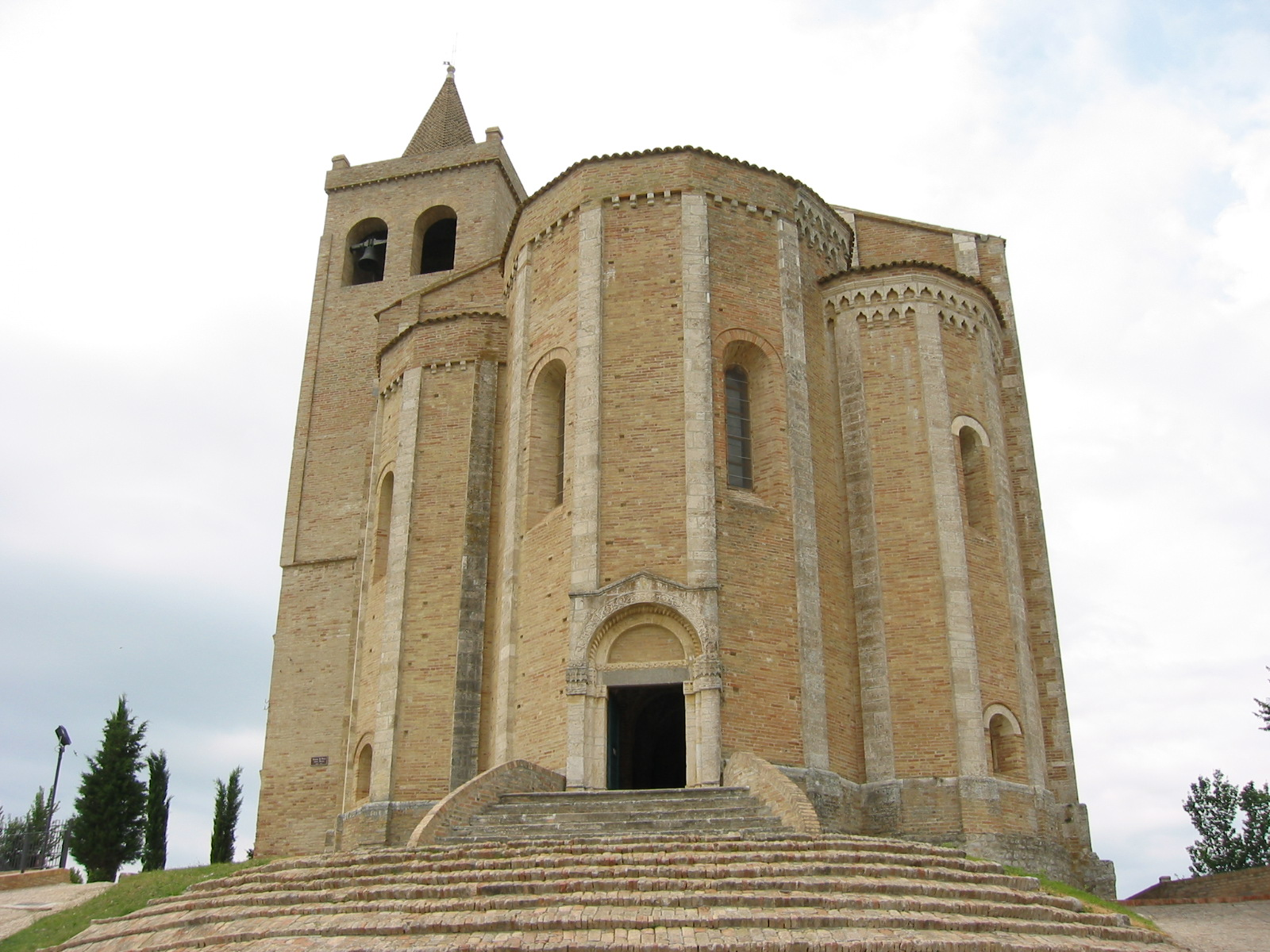
Église Santa Maria della Rocca (it) à Offida
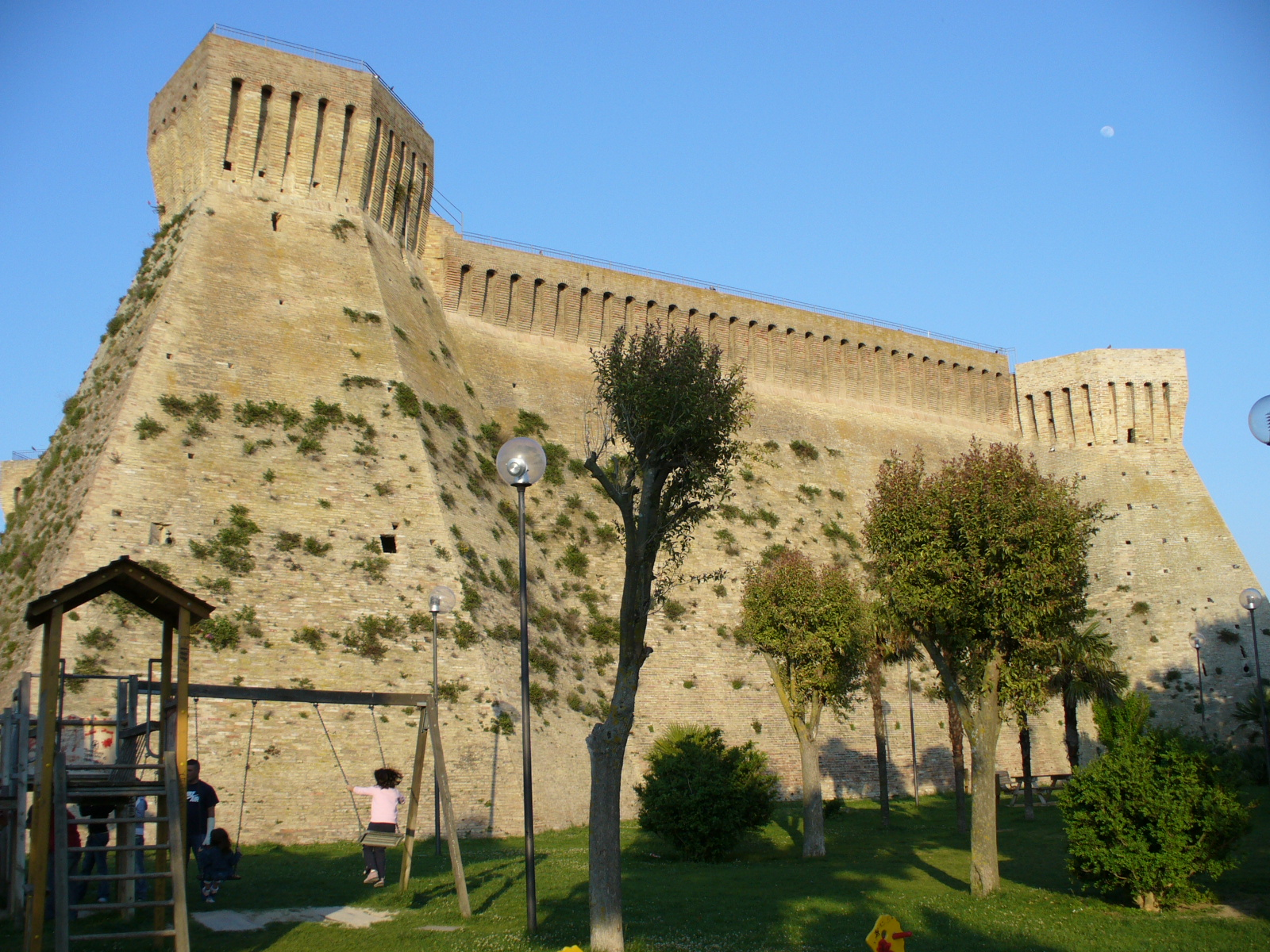
Forteresse d'Acquaviva Picena à Acquaviva Picena

## Conséquences des séismes de 2016
La haute vallée du Tronto, épicentre des séismes survenus à partir du 24 août 2016 et la zone des monts Sibyllins où se sont produites les secousses des 26 octobre 2016 et 30 octobre 2016 sont les zones les plus touchées par les séquences sismiques. Les conséquences les plus importantes ont été constatées dans les communes d'Amatrice (236 morts) et d'Accumoli (11 morts) de la province de Rieti dans le Latium et d'Arquata del Tronto (51 morts) de la province d'Ascoli Piceno dans les Marches. Les dommages subis par les constructions résidentielles, les édifices publics, les entreprises, les biens culturels et les voies de communication sont considérables. Plus de dix villages ont été endommagés, Pescara del Tronto est entièrement détruit et 293 éléments du patrimoine de la zone affectée ont été touchés,,. Sur la route nationale 4 Via Salaria, qui est toutefois restée utilisable et a constitué la principale voie d'acheminement des secours, certains ponts ont subi des déplacements et en différents endroits la chaussée a été limitée par les glissements de terrain. La route régionale 260 Picente (it) a été fermée après Configno (it) à cause des dommages subis par le pont Tre Occhi et la circulation entre Amatrice et L'Aquila déviée sur la route régionale 577 du Lac de Campotosto (it). De longs parcours de la route nationale 577 des Trois Vallées ombriennes ont été complètement fermés. Une bonne partie de la voirie secondaire, dont nombre de routes d'accès aux villages touchés, a été complètement fermée à la circulation, constituant un important obstacle à l'arrivée des secours.
| Communes           | Province      | Dommages | Victimes |
| Latium             | Latium        | Latium | Latium   |
| ------------------ | ------------- | --- | -------- |
| Amatrice           | Rieti         | 236 victimes, nombreuses constructions écroulées ou gravement endommagées. Amatrice est la commune la plus touchée par le séisme, tant pour le nombre de morts que pour les dommages aux constructions. Le centre historique est quasi entièrement rasé, des édifices publics comme l'école ont subi de graves dommages. Sur les 70 hameaux, nombreux sont ceux qui ont été gravement endommagés ou dont les constructions se sont écroulées. | 236      |
| Accumoli           | Rieti         | 11 victimes, nombreuses constructions effondrées ou comportant de sérieuses lésions. L'épicentre de la première secousse a été établi sur le territoire d'Accumoli. Le centre de la commune a subi d'importants dommages, certaines constructions se sont écroulées, d'autres ont de graves légions, les morts sont au nombre de 4. Dans le hameau d'Illica, le plus touché de la commune, la majeure partie des maisons se sont écroulées, on a dénombré 6 morts. À Grisciano beaucoup de constructions sont gravement endommagées, certaines se sont écroulées, 1 personne est morte. Les hameaux de Poggio Casoli, Macchia, Fonte del Campo, Libertino, Villanova, San Giovanni et Tino ont subi de graves dommages. | 11       |
| Marches            |               | |          |
| Arquata del Tronto | Ascoli Piceno | 51 victimes, nombreuses constructions écroulées ou gravement endommagées. Dans le centre habité d'Arquata del Tronto ont été enregistrées 4 victimes, de graves dommages aux structures et certaines maisons se sont écroulées. Pescara del Tronto est le hameau le plus touché : 46 personnes ont perdu la vie ici et la majeure partie des constructions ont été détruites. À Capodacqua 1 personne est morte et beaucoup de constructions se sont écroulées ou sont gravement endommagées. Les hameaux de Tufo, Piedilama et Pretare ont également subi de graves dommages. | 51       |
| Montegallo         | Ascoli Piceno | Aucun mort, beaucoup de constructions ont subi des dommages ou se sont écroulées. Les hameaux les plus touchés sont Rigo, Castro, Collefratte et Colleluce. De nombreux biens culturels sont endommagés. | -        |
| Acquasanta Terme   | Ascoli Piceno | Certaines constructions ont subi des dommages ou se sont écrouées, en particulier dans les hameaux de Capodirigo, Peracchia et Tallacano. | -        |
| Montemonaco        | Ascoli Piceno | Certaines constructions ont subi des dommages. | -        |
| Ascoli Piceno      | Ascoli Piceno | Certaines constructions ont subi des dommages, en particulier dans le hameau de Villa Sant'Antonio (it). | -        |
| Castel di Lama     | Ascoli Piceno | Certaines constructions ont subi des dommages. | -        |
| Abruzzes           |               | |          |
| Valle Castellana   | Teramo        | Certaines constructions ont subi des dommages ou se sont écroulés. Une femme est morte d'un infarctus provoqué par le choc du tremblement de terre. Le hameau de Fornisco a été particulièrement touché. | 1        |
| Rocca Santa Maria  | Teramo        | Certaines constructions ont subi des dommages. | -        |
| Montereale         | L'Aquila      | Certaines constructions ont subi des dommages ou se sont écroulées. | -        |
| Capitignano        | L'Aquila      | Certaines constructions ont subi des dommages. | -        |
| Campotosto         | L'Aquila      | Certaines constructions ont subi des dommages. | -        |